# 1. návštěvní expedice (Mir)
1. návštěvní expedice, zkráceně EP-1, (rusky 1-я экспедиция посещения, ЭП-1) na Mir, byla první návštěvní expedicí vyslanou Sovětským svazem na jeho vesmírnou stanici Mir. Expedice byla zahájena 22. července 1987 startem kosmické lodi Sojuz TM-3 a trvala do přistání Sojuzu TM-2 30. července 1987. Výprava byla dvoučlenná, skládala se z velitele Alexandra Viktorenka a syrského kosmonauta-výzkumníka Muhammeda Ahmada Fárise. Původně byl členem expedice i palubní inženýr Alexandr Alexandrov, ale ten v 2. základní expedici Miru nahradil Alexandra Lavejkina, z opatrnosti odvolaného ze zdravotních důvodů.

## Posádka
| Pozice              | Kosmonauti                               |
| ------------------- | ---------------------------------------- |
| Velitel             | Alexandr Viktorenko, (1) CPK             |
| Kosmonaut-výzkumník | Muhammed Ahmad Fáris, (1) Letectvo Sýrie |

V závorkách je uveden dosavadní počet letů do vesmíru včetně této expedice.
| Pozice              | Kosmonauti                  |
| ------------------- | --------------------------- |
| Velitel             | Anatolij Solovjov, CPK      |
| Kosmonaut-výzkumník | Munir Habib, Letectvo Sýrie |

## Průběh expedice
Hlavním úkolem 1. návštěvní expedice na stanici Mir bylo vystřídání kosmické lodi Sojuz TM-2, sloužící jako záchranná loď pro 2. základní expedici. Expedice se původně skládala z velitele z oddílu Střediska přípravy kosmonautů, palubního inženýra z oddílu NPO Eněrgija a syrského kosmonauta-výzkumníka. Zástupce Sýrie získal místo v kosmické lodi po dohodě sovětské a syrské vlády podepsané počátkem v roce 1985. Na podzim téhož roku přijeli do Střediska přípravy kosmonautů v Hvězdném městečku čtyři syrští vojenští letci, ze kterých byl ke kosmickému letu vybrán podplukovník Muhammed Ahmad Fáris, do záložní posádky byl určen podplukovník Munir Habib.
Posádky pro expedici byly zformovány v září 1986 – hlavní ve složení Alexandr Viktorenko, Alexandr Alexandrov, Muhammed Ahmad Fáris a záložní Anatolij Solovjov, Viktor Savinych, Munir Habib. Nedlouho před startem expedice byly u Alexandra Lavejkina, pobývajícího na Miru v 2. základní expedici, zjištěny nepravidelnosti v práci srdce, a i když on sám žádné potíže nepociťoval, padlo rozhodnutí o jeho vystřídání. Alexandr Alexandrov tak přešel do 2. základní expedice, s tím, že zůstane na Miru místo Lavejkina.
Výprava začala startem kosmické lodi Sojuz TM-3 z kosmodromu Bajkonur 22. července 1987 v 1:59 UTC, se stanicí Mir se loď spojila 24. července ve 3:31 UTC. Na Miru je přivítali Jurij Romaněnko a Alexandr Lavejkin. Po spojení se kosmonauti pozdravili se sovětskými a syrskými státníky, pak se věnovali práci.
Postupně provedli 13 společných experimentů. Dálkový průzkum syrského území se prováděl v rámci experimentu Eufrat, průzkum horních vrstev atmosféry a ionosféry byl nazván Bosra. Kosmická technologie využívala speciální zařízení pod názvem Palmyra a experimenty Afamija a Kasjun zase využívaly československý krystalizátor ČSK-1. Biotechnologické experimenty měly stejný název jako zařízení Svetlana a Ručej (elektroforetické čištění interferonu, protichřipkového preparátu a aktivních mikroorganismů). Velkou důležitost měly lékařské experimenty nazvané Kardiografija, Adaptacija, Ballisto 3, Kontrast a Anketa, navazující na předchozí výzkumy. Kosmonauti také pokračovali v některých experimentech, které prováděla základní posádka již předtím. Do návratové části lodi Sojuz TM-2 byl postupně uložen získaný materiál a byl prověřen její stav před návratem na Zemi.
Po splnění plánovaného programu se Viktorenko, Lavejkin a Fáris v Sojuzu TM-2 29. července v 20:34 UTC odpoutali od Miru a 30. července 1987 v 1:04 UTC přistáli v severním Kazachstánu.